# ليام ماكهيو
ليام ماكهيو (بالإنجليزية: Liam McHugh)‏ هو معلق رياضي أمريكي، ولد في 27 أبريل 1977.

## وصلات خارجية
- ليام ماكهيو على موقع IMDb (الإنجليزية)